# Mulini a vento (Kandinskij)
Mulini a vento è un dipinto a gouache su cartone scuro (34,7×50,3 cm) realizzato nel 1904 dal pittore Vasily Kandinsky. È conservato nel Centre Pompidou di Parigi.
Quest'opera fu realizzata mentre il pittore si trovava nei Paesi Bassi.